# Ромийи-сюр-Сен-1
Ромийи́-сюр-Сен-1 (фр. Romilly-sur-Seine-1) — упразднённый кантон во Франции, находился в регионе Шампань — Арденны, департамент Об. Входил в состав округа Ножан-сюр-Сен. Всего в кантон Ромийи-сюр-Сен-1 входили 12 коммун, из них главной коммуной являлась Ромийи-сюр-Сен. 22 марта 2015 года 6 коммун перешли в кантон Ромийи-сюр-Сен, 6 коммун — в Сен-Лье

## Коммуны кантона
| Коммуна                | Население, чел. (2006) | Почтовый индекс | Код INSEE |
| ---------------------- | ---------------------- | --------------- | --------- |
| Желан                  | 723                    | 10100           | 10164     |
| Крансе                 | 817                    | 10100           | 10114     |
| Ла-Фос-Кордюан         | 212                    | 10100           | 10157     |
| Мезьер-ла-Гранд-Паруас | 1 418                  | 10510           | 10220     |
| Орвилье-Сен-Жюльен     | 272                    | 10170           | 10274     |
| Ориньи-ле-Сек          | 596                    | 10510           | 10271     |
| Оссе-ле-Труа-Мезон     | 558                    | 10100           | 10275     |
| Пар-ле-Ромийи          | 747                    | 10100           | 10280     |
| Ромийи-сюр-Сен         | 14 429                 | 10100           | 10323     |
| Сент-Илер-су-Ромийи    | 373                    | 10100           | 10341     |
| Сен-Лу-де-Бюффиньи     | 176                    | 10100           | 10347     |
| Сен-Мартен-де-Боссене  | 371                    | 10100           | 10351     |

## Население
| 1962 | 1968 | 1975 | 1982 | 1990 | 1999 | 2006 | 2012 |
| ---- | ---- | ---- | ---- | ---- | ---- | ---- | ---- |
| -    | -    | -    | 5963 | 6029 | 6033 | 9352 | 9558 |